# Friends (9.ª temporada)
A nona temporada de Friends, uma série de comédia de situação americana criada por David Crane e Marta Kauffman, estreou na National Broadcasting Company (NBC) em 26 de setembro de 2002 com o episódio "The One Where No One Proposes". A série foi produzida pela Bright, Kauffman, Crane Productions em associação com a Warner Bros. Television. A temporada teve 24 episódios e foi concluída com "The One in Barbados" em 15 de maio de 2003.

## Elenco
| - Jennifer Aniston como Rachel Green - Courteney Cox como Monica Geller - Lisa Kudrow como Phoebe Buffay - Matt LeBlanc como Joey Tribbiani - Matthew Perry como Chandler Bing - David Schwimmer como Ross Geller | - Paul Rudd como Mike Hannigan - Hank Azaria como David - Aisha Tyler como Charlie Wheeler - Dermot Mulroney como Gavin Mitchell - Phill Lewis como Steve - James Michael Tyler como Gunther | - Maggie Wheeler como Janice Hosenstein - Elliott Gould como Jack Geller - Christina Pickles como Judy Geller - Christina Applegate como Amy Green - Freddie Prinze, Jr. como Sandy - Selma Blair como Wendy - John Stamos como Zack - Jeff Goldblum como Leonard Hayes - Kyle Gass como Lowell, o assaltante |

## Episódios
| N.º na série | N.º na temp. | Título original (Título em português)                                                  | Dirigido por       | Escrito por                                                                                        | Exibição original       | Cód. de produção | Audiência nos EUA (milhões) |
| --- | ------------ | -------------------------------------------------------------------------------------- | ------------------ | -------------------------------------------------------------------------------------------------- | ----------------------- | ---------------- | --------------------------- |
| 195 | 1            | "The One Where No One Proposes" "Aquele em que Ninguém Faz o Pedido"                   | Kevin S. Bright    | Sherry Bilsing-Graham e Ellen Plummer                                                              | 26 de setembro de 2002  | 175251           | 34,01                       |
| Por conta de um mal entendido, Rachel acaba de ficar noiva para se casar com Joey em vez de Ross , que estava planejando pedir sua mão – logo depois de dar à luz sua filha com Ross. A situação fica ainda mais confusa quando Phoebe conversa com Rachel e, por engano, presume que foi Ross quem lhe propôs casamento. Enquanto isso, Joey não pode deixar de espiar Rachel enquanto ela tenta, sem muito sucesso, alimentar seu bebê. E, dispostos a terem seus próprios bebês, Monica e Chandler voltam para dentro de um almoxarifado no hospital para conseguir um pouco de privacidade.                                                             |              |                                                                                        |                    | |                         |                  |                             |
| 196 | 2            | "The One Where Emma Cries" "Aquele em que Emma Chora"                                  | Sheldon Epps       | Dana Klein Borkow                                                                                  | 3 de outubro de 2002    | 175252           | 28,93                       |
| A inútil tentativa de Joey em conseguir o perdão de Ross, por ter pedido para Rachel casar com ele por engano, resulta em emergência hospitalar. Enquanto isso, uma cansada Rachel procura por algum remédio que faça Emma parar de chorar. |              |                                                                                        |                    | |                         |                  |                             |
| 197 | 3            | "The One with the Pediatrician" "Aquele com o Pediatra"                                | Roger Christiansen | Brian Buckner e Sebastian Jones                                                                    | 10 de outubro de 2002   | 175254           | 26,63                       |
| Os constantes telefonemas de Rachel para o pediatra de Emma o obrigam a rejeitá-la como sua paciente. Ross fica meio desconfortável quando Rachel procura pelo médico que o atendeu na infância como substituto – principalmente porque ele ainda é o médico de Ross. Enquanto isso, Chandler planeja se mudar para Tulsa, Oklahoma, para trabalhar, mas se preocupa em saber se Monica ainda deseja acompanhá-lo, abrindo mão de sua carreira ou não. E Joey e Phoebe concordam em encontrar companhia uma para o outro para um encontro duplo. Quando Joey deixa de cumprir sua parte, entra em pânico e convida um estranho, Mike.                       |              |                                                                                        |                    | |                         |                  |                             |
| 198 | 4            | "The One with the Sharks" "Aquele com os Tubarões"                                     | Ben Weiss          | Andrew Reich e Ted Cohen                                                                           | 17 de outubro de 2002   | 175253           | 25,82                       |
| Phoebe teme perder seu mais novo namorado, Mike, e suas dúvidas somente são alimentadas pelos comentários tolos de Ross. Enquanto isso, Chandler está em Tulsa, Oklahoma, em um novo trabalho. Quando Monica o surpreende em seu quarto de hotel, ela erroneamente presume que ele tem um fetiche sexual por tubarões. E Joey fica chateado porque a mulher com quem está saindo não se lembra de ter transado com ele anteriormente. |              |                                                                                        |                    | |                         |                  |                             |
| 199 | 5            | "The One with Phoebe's Birthday Dinner" "Aquele com o Jantar de Aniversário de Phoebe" | David Schwimmer    | Scott Silveri                                                                                      | 31 de outubro de 2002   | 175255           | 24,46                       |
| Enquanto Phoebe e Joey irrefletidamente esperam pela chegada dos seus amigos em um restaurante chique para celebrarem o aniversário de Phoebe, Rachel se atrasa porque tem medo de deixar sua filha recém-nascida com uma baby-sitter. Monica e Chandler também não chegam na hora porque brigaram, frente à necessidade urgente de Chandler voltar a fumar – e então se submeteram a outras urgências. Rachel, Ross, Monica e Chandler continuam atrasados, e Joey e Phoebe, famintos, lutam para conservar a excelente mesa que conseguiram. |              |                                                                                        |                    | |                         |                  |                             |
| 200 | 6            | "The One with the Male Nanny" "Aquele com a Babá Homem"                                | Kevin S. Bright    | David Crane e Marta Kauffman                                                                       | 7 de novembro de 2002   | 175256           | 27,51                       |
| Ross enciumado faz piada com o fato de Rachel ter escolhido uma babá homem bastante sensível, Sandy , para Emma. Enquanto isso, Phoebe precisa escolher entre dois ardentes pretendentes: seu novo namorado, Mike, ou seu ex-namorado David, que está de volta à cidade. E Chandler se sente ameaçado pelos constantes comentários de Monica sobre um colega de trabalho cujo senso de humor supera o dele. |              |                                                                                        |                    | |                         |                  |                             |
| 201 | 7            | "The One with Ross's Inappropriate Song" "Aquele com a Canção Inadequada do Ross"      | Gary Halvorson     | Robert Carlock                                                                                     | 14 de novembro de 2002  | 175257           | 25,35                       |
| Quando o ex-rival de Chandler pelo amor de Monica, decide vender seu apartamento, ele pede a Joey que o ajude a inspecionar o imóvel secretamente. Os rapazes ficam aterrorizados ao descobrir uma velha fita de vídeo que parece mostrar Monica transando com seu ex-namorado. Enquanto isso, Ross acidentalmente descobre que cantar a sugestiva canção "Baby Got Back" faz com que Emma ria pela primeira vez, mas ele teme contar o truque para Rachel. E Phoebe falha ao tentar impressionar os sofisticados pais de seu namorado, Mike. |              |                                                                                        |                    | |                         |                  |                             |
| 202 | 8            | "The One with Rachel's Other Sister" "Aquele com a Outra Irmã de Rachel"               | Kevin S. Bright    | Shana Goldberg-Meehan                                                                              | 21 de novembro de 2002  | 175258           | 26,76                       |
| Na noite anterior ao Dia de Ação de Graças, a autocentrada jovem irmã de Rachel, Amy, arruína o jantar de todos com suas descabidas observações. Amy fica chateada ao saber que Rachel não gostaria que ela tomasse conta de sua filha caso ela e Ross morressem. Chandler também está ofendido por não ser considerado um bom pai para ficar com Emma. Enquanto isso, Monica protege obsessivamente a porcelana chinesa que ganhou em seu casamento. E Joey se esquece de se juntar aos seus colegas de novela na grande parada de Ação de Graças. |              |                                                                                        |                    | |                         |                  |                             |
| 203 | 9            | "The One with Rachel's Phone Number" "Aquele com o Telefone da Rachel"                 | Ben Weiss          | Mark Kunerth                                                                                       | 5 de dezembro de 2002   | 175259           | 25,43                       |
| Rachel e Phoebe saem para uma noitada juntas. Logo depois que Rachel, impulsivamente, passa o número do seu telefone para um belo proprietário de restaurante, ela se lembra de que Ross estará no apartamento quando o sujeito ligar. Enquanto as mulheres estão fora, o namorado de Phoebe, Mike, ajuda Ross a tomar conta de Emma – e os rapazes tentam desesperadamente encontrar algum assunto em comum para puxar conversa. Ainda, Chandler – que está trabalhando em Tulsa – vem para Nova York visitar Monica, mas ele precisa se esconder depois que recusa um convite de Joey para assistir a um jogo de basquete.                                |              |                                                                                        |                    | |                         |                  |                             |
| 204 | 10           | "The One with Christmas in Tulsa" "Aquele do Natal em Tulsa"                           | Kevin S. Bright    | Doty Abrams                                                                                        | 12 de dezembro de 2002  | 175260           | 22,29                       |
| Chandler tem que ficar em Tulsa durante o período de Natal por conta de um prazo apertado para entrega de trabalho. Monica suspeita do pior quando descobre que ele estará na companhia de uma bela colega, Wendy. Enquanto se enrola, Chandler relembra alguns dos momentos mais embaraçosos compartilhados com seus amigos tempos atrás. |              |                                                                                        |                    | |                         |                  |                             |
| 205 | 11           | "The One Where Rachel Goes Back to Work" "Aquele em que Rachel Volta a Trabalhar"      | Gary Halvorson     | História por : Judd Rubin Roteiro por : Peter Tibbals                                              | 9 de janeiro de 2003    | 175261           | 23,67                       |
| Quando Rachel visita seu local de trabalho para mostrar Emma para os colegas, fica surpresa ao encontrar um belo substituto temporário em sua sala, Gavin, que está desempenhando suas funções enquanto ela está em licença maternidade. A guerra imediata que se instaura entre os dois leva Rachel a tomar uma decisão precipitada, da qual ela poderá se arrepender. Enquanto isso, Joey consegue para Phoebe um trabalho como extra na novela em que está atuando, mas ela arruma muita confusão no set. E, tendo pedido demissão do seu trabalho, Chandler precisa conseguir outro – e bem rápido! -, porque Monica quer uma família desesperadamente. |              |                                                                                        |                    | |                         |                  |                             |
| 206 | 12           | "The One with Phoebe's Rats" "Aquele com os Ratos da Phoebe"                           | Ben Weiss          | História por : Dana Klein Borkow Roteiro por : Brian Buckner e Sebastian Jones                     | 16 de janeiro de 2003   | 175262           | 23,66                       |
| Rachel fica irritada ao saber que seu belo rival no trabalho, Gavin, foi convidado para sua festa de aniversário. Enquanto isso, Ross se esforça para manter um incontrolável Joey longe da bela nova babá de Emma, Molly. Ainda, Phoebe coage seu namorado, Mike, a ajudá-la a tomar conta de um bando de filhotes de rato que nasceram no armário da cozinha. |              |                                                                                        |                    | |                         |                  |                             |
| 207 | 13           | "The One Where Monica Sings" "Aquele em que Monica Canta"                              | Gary Halvorson     | História por : Sherry Bilsing-Graham e Ellen Plummer Roteiro por : Steven Rosenhaus                | 30 de janeiro de 2003   | 175263           | 25,82                       |
| Enquanto Rachel ainda tenta definir seus antagônicos sentimentos por Gavin, seu belo colega de trabalho, Ross recruta Chandler para ajudá-lo a encontrar mulheres atraentes para provocar ciúmes em Rachel. Enquanto isso, Phoebe se arrepende de ter trazido Monica para a noite de karaokê, quando Monica toma o microfone e delicia a plateia – sem saber que os rapazes entre o público presente estão curtindo mesmo é o seu vestido transparente. E Joey se submete a uma dolorida depilação de sobrancelha com cera antes de uma sessão de fotografia.                                                                                               |              |                                                                                        |                    | |                         |                  |                             |
| 208 | 14           | "The One with the Blind Dates" "Aquele com os Encontros às Escuras"                    | Gary Halvorson     | Sherry Bilsing-Graham e Ellen Plummer                                                              | 6 de fevereiro de 2003  | 175265           | 23,37                       |
| Joey e Phoebe conspiram para arrumar encontros terríveis para Rachel e Ross, torcendo para que, assim, eles reconsiderem tudo o que passaram juntos e voltem a namorar. Rachel sai com um ex-dono de restaurante de dar dó, Steve . Enquanto isso, Monica está ovulando e quer tentar engravidar enquanto ela e Chandler devem tomar conta de Emma – mas eles não podem deixar o bebê sozinho ou ela irá gritar. |              |                                                                                        |                    | |                         |                  |                             |
| 209 | 15           | "The One with the Mugging" "Aquele com o Assalto"                                      | Gary Halvorson     | Peter Tibbals                                                                                      | 13 de fevereiro de 2003 | 175264           | 20,85                       |
| Ross e Phoebe descobrem uma ligação entre eles depois de um assalto. O estágio de Chandler na área de propaganda começa muito bem. Joey tem um teste com um pomposo ator/diretor. |              |                                                                                        |                    | |                         |                  |                             |
| 210 | 16           | "The One with the Boob Job" "Aquele com a Cirurgia Plástica"                           | Gary Halvorson     | Mark Kunerth                                                                                       | 20 de fevereiro de 2003 | 175266           | 19,52                       |
| Phoebe pede que seu namorado, Mike, venha morar com ela, mas alguma coisa tão próxima da vida de casado poderia trazer muitos problemas ao relacionamento deles. Enquanto isso, desde que Monica e Chandler estão financeiramente instáveis, ela secretamente pede um bocado de dinheiro para Joey. Mas quando Chandler, sem saber do primeiro empréstimo, também pede dinheiro ao amigo, Joey acidentalmente menciona o segredo e Monica, forçando-se a contar uma história ultrajante para disfarçar. Ainda, os esforços de Rachel para deixar seu apartamento seguro para Emma estão enlouquecendo Joey.                                                 |              |                                                                                        |                    | |                         |                  |                             |
| 211 | 17           | "The One with the Memorial Service" "Aquele do Memorial"                               | Gary Halvorson     | História por : Robert Carlock Roteiro por : Brian Buckner e Sebastian Jones                        | 13 de março de 2003     | 175267           | 21,00                       |
| Quando Chandler, por diversão, publica uma biografia ultrajante sobre Ross no site da faculdade que ele frequentou, Ross contra-ataca fazendo a mesma coisa com Chandler em sua faculdade. Uma guerra de Internet entre os dois se inicia. Enquanto isso, Monica está extremamente vigilante depois que uma Phoebe sem força de vontade, pede sua ajuda para impedi-la de ver Mike novamente, após o término do namoro. |              |                                                                                        |                    | |                         |                  |                             |
| 212 | 18           | "The One with the Lottery" "Aquele da Loteria"                                         | Gary Halvorson     | História por : Brian Buckner e Sebastian Jones Roteiro por : Sherry Bilsing-Graham e Ellen Plummer | 3 de abril de 2003      | 175268           | 20,79                       |
| Torcendo para ganhar uma bolada em dinheiro, os amigos juntam suas economias e compram dúzias de bilhetes da loteria. Entretanto, eles discutem sobre como gastar o prêmio caso ganhem, e Monica irrita todo mundo por ter comprado bilhetes somente para ela e Chandler. Exasperada, Phoebe pega a tigela com todos os bilhetes e ameaça jogá-la pela varanda. Os outros se reconciliam, mas um pombo assusta Phoebe, causando a queda da tigela. Enquanto isso, Chandler espera ansiosamente pela decisão de sua companhia sobre seu futuro. E Ross chama Rachel de "mamãe" para ensinar a palavra para Emma.                                             |              |                                                                                        |                    | |                         |                  |                             |
| 213 | 19           | "The One with Rachel's Dream" "Aquele com o Sonho da Rachel"                           | Terry Hughes       | História por : Dana Klein Borkow Roteiro por : Mark Kunerth                                        | 17 de abril de 2003     | 175269           | 18,25                       |
| Nervoso porque seu papel na novela exige que ele atue como se estivesse profundamente apaixonado por uma mulher, Joey ensaia com Rachel. Mais tarde, ela observa o ensaio de uma cena emotiva e tem um surpreendente sonho com Joey. Enquanto isso, Chandler faz reservas para ele e Monica em um hotel em Vermont. Como, infelizmente, Monica está ocupada demais trabalhando e a reserva não pode ser cancelada, Ross acompanha Chandler nesta viagem romântica. Ainda, Monica procura um jeito agradável de dizer para Phoebe parar de cantar suas terríveis canções em frente ao restaurante de Monica.                                                 |              |                                                                                        |                    | |                         |                  |                             |
| 214 | 20           | "The One with the Soap Opera Party" "Aquele com a Festa da Novela"                     | Sheldon Epps       | História por : Shana Goldberg-Meehan Roteiro por : Andrew Reich e Ted Cohen                        | 24 de abril de 2003     | 175270           | 20,71                       |
| Ross está entusiasmado ao encontrar seu colega paleontólogo, o professor Charlie Wheeler, na verdade, uma bela mulher. Mas quando ele a leva para a festa que Joey organizou no telhado do prédio, reunindo algumas das estrelas da novela Days of Our Lives, ela o intimida com uma impressionante lista de ex-namorados. Enquanto isso, Rachel e uma Monica completamente embriagada, se comportam como bobas na festa, perseguindo os belos atores. E Chandler comparece a um monólogo perturbador de uma mulher. |              |                                                                                        |                    | |                         |                  |                             |
| 215 | 21           | "The One with the Fertility Test" "Aquele com o Teste de Fertilidade"                  | Gary Halvorson     | História por : Scott Silveri Roteiro por : Robert Carlock                                          | 1 de maio de 2003       | 175271           | 19,03                       |
| Ross está em agonia porque a brilhante e linda Charlie, que normalmente prefere paleontólogos, em vez disso está namorando o superficial Joey. Apesar disso, Ross ajuda o desesperado Joey a fingir que é inteligente o bastante para impressionar Charlie – com resultados ao contrário. Enquanto isso, Chandler e Monica fazem uma visita meio nervosa à clínica de fertilidade, que se torna ainda mais desconfortável com a aparição inesperada da irritante ex-namorada de Chandler, Janice. E Rachel discute com Phoebe sobre uma toda poderosa rede de SPAs que Phoebe detesta.                                                                      |              |                                                                                        |                    | |                         |                  |                             |
| 216 | 22           | "The One with the Donor" "Aquele com o Doador"                                         | Ben Weiss          | Andrew Reich e Ted Cohen                                                                           | 8 de maio de 2003       | 175272           | 19,55                       |
| Desapontados por não conseguirem gerar um bebê naturalmente, Monica e Chandler ponderam sobre suas opções. Quando Chandler traz um belo e desconhecido colega de trabalho, Zack, para jantar em casa, Monica e Chandler o deixam completamente envergonhado ao entrevistá-lo como se fosse um potencial doador de esperma. Enquanto faz compras com Phoebe, Rachel confessa que está meio que apaixonada por Joey. Infelizmente, a atual namorada de Joey, Charlie, ouve a conversa por acaso. E Phoebe encontra um ex-namorado, David), que não via há muito tempo.                                                                                        |              |                                                                                        |                    | |                         |                  |                             |
| 217 218 | 2324         | "The One in Barbados" "Aquele em Barbados"                                             | Kevin S. Bright    | Shana Goldberg-Meehan e Scott SilveriMarta Kauffman e David Crane                                  | 15 de maio de 2003      | 175273 175274    | 25,46                       |
| Ross está tão empolgado com a ideia de palestrar em uma convenção de paleontólogos em Barbados, que arruma credenciais gratuitas para todos seus amigos. Na ilha, Joey fica abismado por Ross ter fãs e ele não, mas ao menos Joey ainda está namorando a belíssima paleontóloga Charlie , para tristeza de Ross. Tendo acabado recentemente seu namoro com Mike, Phoebe vem para a ilha na companhia de David, seu ex-namorado. |              |                                                                                        |                    | |                         |                  |                             |

## Audiência
| Nº. na série | Nº na temporada | Episódio                                 | Exibição                | Rating/Share (18–49) | Espectadores (m) | Posição na semana |
| ------------ | --------------- | ---------------------------------------- | ----------------------- | -------------------- | ---------------- | ----------------- |
| 195          | 1               | "The One Where No One Proposes"          | 26 de setembro de 2002  | 20.3/31              | 34.01            | #1                |
| 196          | 2               | "The One Where Emma Cries"               | 3 de outubro de 2002    | 17.6/28              | 28.93            | #1                |
| 197          | 3               | "The One with the Pediatrician"          | 10 de outubro de 2002   | 16.6/26              | 26.63            | #2                |
| 198          | 4               | "The One with the Sharks"                | 17 de outubro de 2002   | 16.1/25              | 25.82            | #3                |
| 199          | 5               | "The One with Phoebe's Birthday Dinner"  | 31 de outubro de 2002   | 15.6/25              | 24.46            | #2                |
| 200          | 6               | "The One with the Male Nanny"            | 7 de novembro de 2002   | 17.0/26              | 27.51            | #2                |
| 201          | 7               | "The One with Ross's Inappropriate Song" | 14 de novembro de 2002  | 15.8/25              | 25.35            | #2                |
| 202          | 8               | "The One with Rachel's Other Sister"     | 21 de novembro de 2002  | 17.0/26              | 26.76            | #1                |
| 203          | 9               | "The One with Rachel's Phone Number"     | 5 de dezembro de 2002   | 15.8/24              | 25.43            | #2                |
| 204          | 10              | "The One with Christimas in Tulsa"       | 12 de dezembro de 2002  | 14.5/23              | 22.29            | #3                |
| 205          | 11              | "The One Where Rachel Goes Back to Work" | 9 de janeiro de 2003    | 15.2/24              | 23.67            | #2                |
| 206          | 12              | "The One with Phoebe's Rats"             | 16 de janeiro de 2003   | 15.1/23              | 23.66            | #3                |
| 207          | 13              | "The One Where Monica Sings"             | 30 de janeiro de 2003   | 16.3/25              | 25.82            | #2                |
| 208          | 14              | "The One with the Blind Date"            | 6 de fevereiro de 2003  | 14.7/22              | 23.37            | #4                |
| 209          | 15              | "The One with the Mugging"               | 13 de fevereiro de 2003 | 13.5/21              | 20.85            | #4                |
| 210          | 16              | "The One with the Boob Job"              | 20 de fevereiro de 2003 | 12.8/19              | 19.52            | #8                |
| 211          | 17              | "The One with the Memorial Service"      | 13 de março de 2003     | 13.5/21              | 21.00            | #3                |
| 212          | 18              | "The One with the Lottery"               | 3 de abril de 2003      | 13.0/21              | 20.79            | #2                |
| 213          | 19              | "The One with Rachel's Dream"            | 17 de abril de 2003     | 12.0/21              | 18.25            | #2                |
| 214          | 20              | "The One with the Soap Opera Party"      | 24 de abril de 2003     | 13.7/23              | 20.71            | #3                |
| 215          | 21              | "The One with the Fertility Test"        | 1 de maio de 2003       | 12.8/21              | 19.03            | #3                |
| 216          | 22              | "The One with the Donor"                 | 8 de maio de 2003       | 12.8/21              | 19.55            | #6                |
| 217          | 23              | "The One in Barbados (Parte 1)"          | 15 de maio de 2003      | 16.0/26              | 25.46            | #1                |
| 218          | 24              | "The One in Barbados (Parte 2)"          | 15 de maio de 2003      | 16.0/26              | 25.46            | #1                |

- A temporada teve uma média de 21,6 milhões de espectadores e acabou como o 2.º show mais assistido na temporada 2002–03.[3]
- Todos os episódios foram transmitidos ás quintas-feiras às 20:00.